# Mesas de Asta
Mesas de Asta Regia es un barrio rural perteneciente al municipio de Jerez de la Frontera, en la comunidad autónoma de Andalucía, España. Se encuentra situado a unos 11 kilómetros al norte del centro de Jerez. Su nombre procede de la unión de Mesa, colina aplanada, y Asta, por Asta Regia, la antigua ciudad de origen tartésico que se ubicaba en ese mismo lugar. Tiene una población de 600 habitantes aproximadamente.

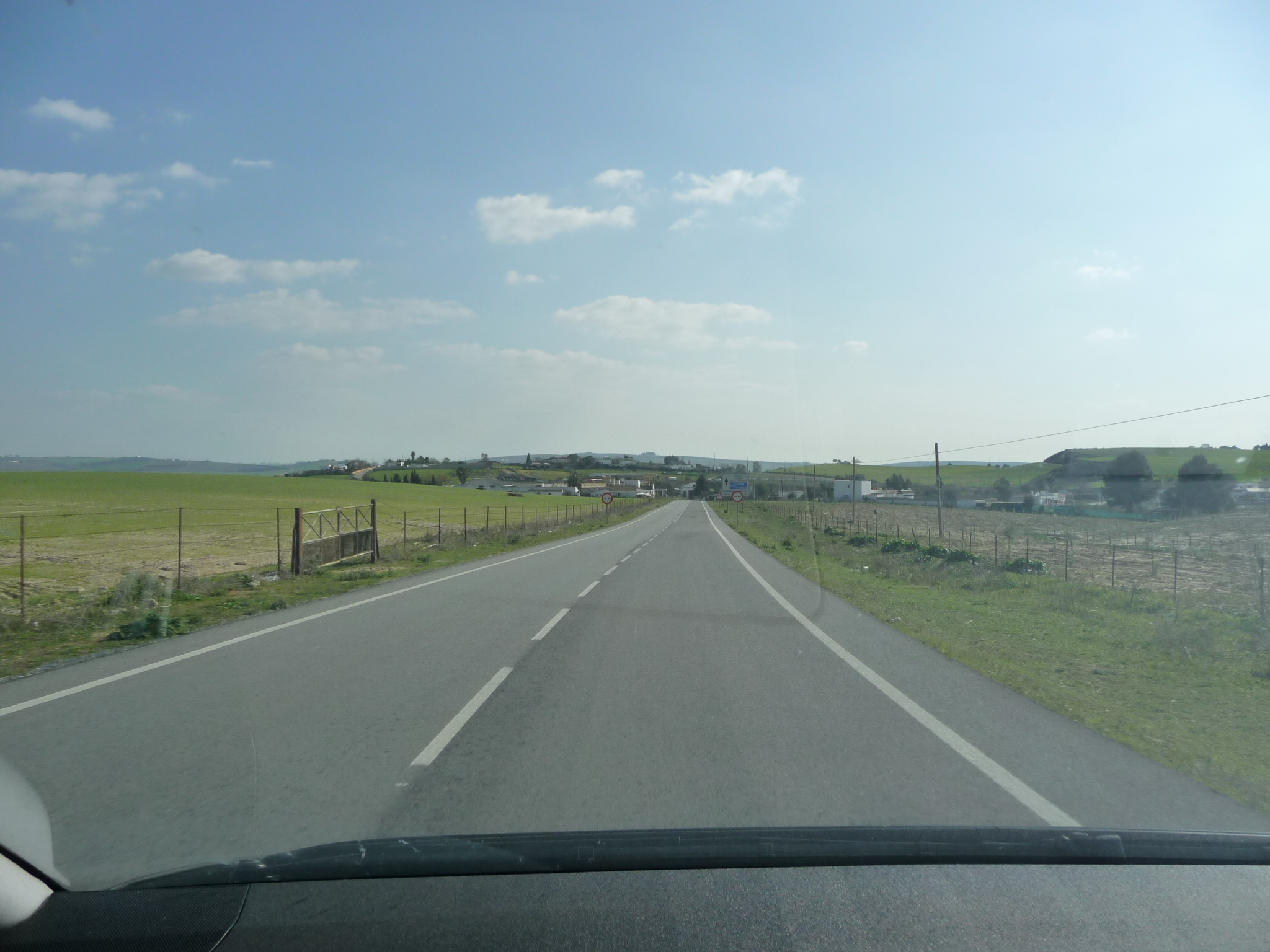
Entrada.

## Historia
Los geógrafos están de acuerdo en que el terreno elevado donde se asienta daba lugar a una isla frente a la costa atlántica hace 3.000 años, ya que esta se situaba más al interior por la fuerte corriente que llevaban los ríos de la zona (Guadalquivir y Guadalete fundamentalmente) y la todavía inexistencia de sedimentos.
El lugar donde se ubica Mesas de Asta ha estado habitado desde el último tramo del Neolítico hasta el siglo XI, donde fue abandonado a favor del lugar donde se ubica ahora Jerez de la Frontera. En este lugar se fundó la ciudad de Asta Regia, ciudad que conoció las periodos tartésico, turdetano, romano, visigodo e islámico.

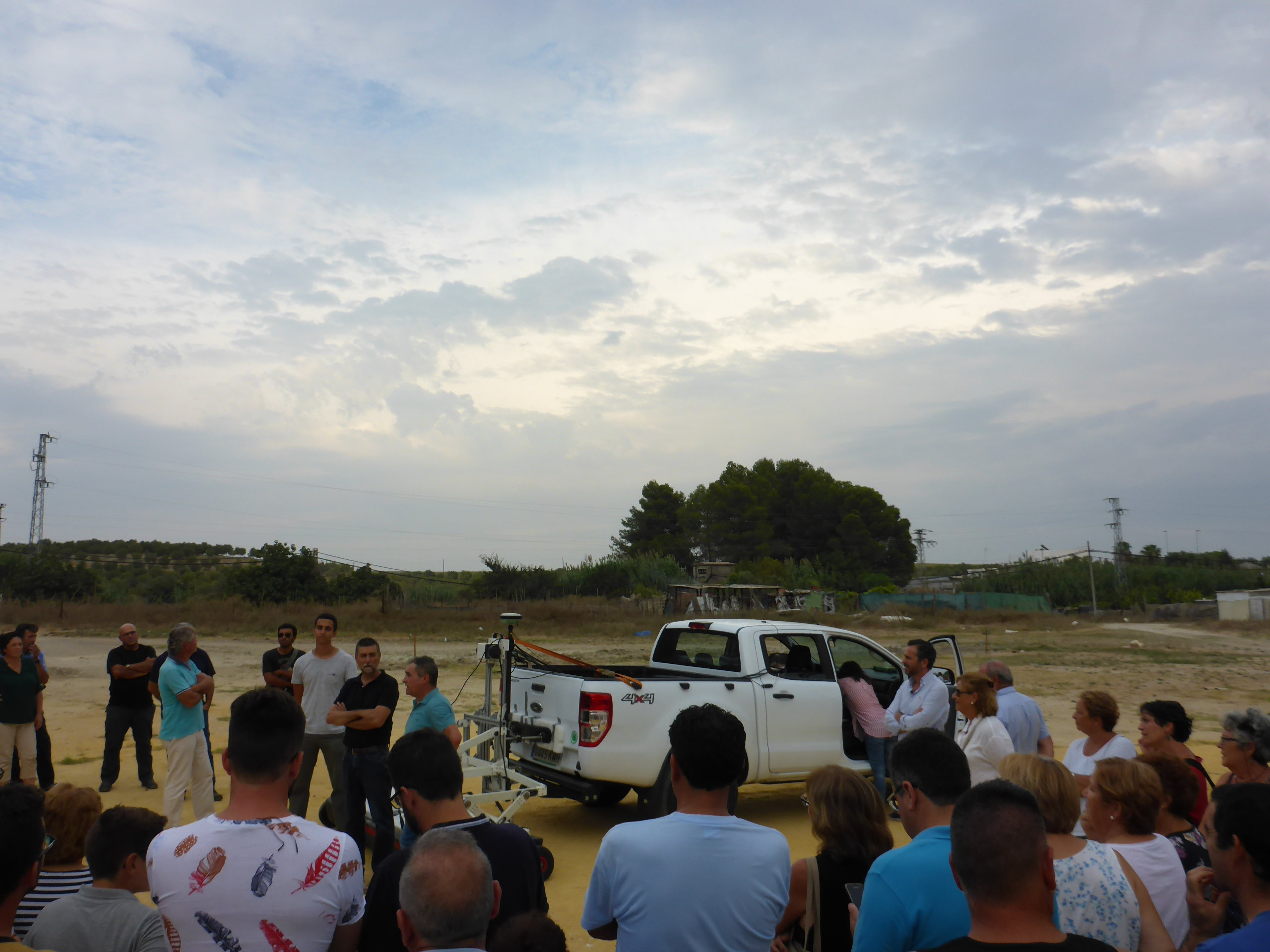
Exploración del subsuelo con técnicas no invasivas

Los campesinos de los cortijos cercanos fijaron su residencia en este lugar, escasamente habitado desde el siglo XI (pues consta la existencia de una torre defensiva en el lugar), entre la década de los cuarenta y formaron el actual núcleo urbano.
En el año 2000 la Consejería de Cultura de la Junta de Andalucía declaró Bien de Interés Cultural el yacimiento de Asta Regia, que es considerada el origen de Jerez. Sin embargo, desde entonces el ente autonómico no ha realizado actuaciones en el yacimiento, estando aún sin delimitar y afectando negativamente al Plan Especial local para la legalización de las viviendas de los vecinos de la zona, donde se siguen encontrando piezas arqueológicas con técnicas no invasivas.

## Naturaleza
El poblado se sitúa junta a un estuario del Guadalquivir, en una antigua zona inundable. Destaca el humedal de Haza de la Torre (junto a una necrópolis) recientemente recuperado para una importante colonia de aves diversas, y la laguna del Mortero, seca desde hace un siglo.

## Fiestas
Es famosa la Romería de Nuestra Señora de Asta Regia, en junio

## Evolución demográfica
El siguiente cuadro representa la evolución demográfica de la barriada rural.
| Gráfica de evolución demográfica de Mesas de Asta entre 1991 y 2006                     |
|                                                                                         |
| Fuente: Instituto Nacional de Estadística de España - Elaboración gráfica por Wikipedia |